# Frank Dauwen
Frank Dauwen (Geel, 3 november 1967) is een Belgisch voormalig voetballer en huidig voetbaltrainer die speelde als verdedigende middenvelder en daarna, gezien zijn lengte van 1,98m, als centrale verdediger.

## Biografie

### Spelerscarrière
Als speler kwam de boomlange Frank Dauwen als middenvelder uit voor Lierse SK en KVC Westerlo doch vooral KAA Gent, waar hij tien jaar lang speelde en gewoontegetrouw in een centrale of defensieve rol. Dauwen kwam ook vijf keer uit voor de Rode Duivels, zonder daarbij trefzeker te zijn. 
In de laatste fase van zijn spelersloopbaan (2000–2003) werd Frank Dauwen bij Westerlo uitgespeeld als centrale verdediger, vanzelfsprekend ook omwille van zijn lengte. Onder Jan Ceulemans speelde Dauwen eerst vaker als centrale verdediger naast doorgaans Frank Machiels. In zijn laatste seizoenen werd hij door diezelfde Ceulemans als vanouds opgesteld als middenvelder. 
In 2001 won Westerlo de Beker van België, maar dat gebeurde zonder de geblesseerde Dauwen. Vanaf de zomer van 2001 speelde hij centraal op het middenveld naast of Björn Smits, Bart Willemsen, Sammy Van den Bossche of Wim Mennes. Na afloop van het seizoen 2002–2003 beëindigde Dauwen zijn lange spelersloopbaan van zeventien jaar, bij Westerlo.

### Trainerscarrière
Na zijn spelerscarrière werd hij assistent-coach bij Westerlo. Op 22 mei 2012 werd aangekondigd dat hij Jan Ceulemans zou opvolgen als hoofdtrainer van Westerlo, dat in het seizoen 2012/13 zou uitkomen in Tweede klasse na vijftien opeenvolgende seizoenen op het hoogste niveau. Hier werd hij in april 2013 op non-actief gezet. Nadien was hij twee jaar jeugdcoach bij Al-Ahli uit Saoedi-Arabië, waar op dat moment onder andere ook Jan Van Winckel, Bart De Roover en Simon Tahamata aan de slag waren.
Na een jaar zonder club stapte Dauwen in 2016 het vrouwenvoetbal: hij werd de nieuwe trainer van eersteklasser VC Moldavo, waar zijn dochter Louise speelde. In november 2017 stopte hij hier om medische redenen mee.
In mei 2018 tekende Dauwen voor KFCO Beerschot Wilrijk, waar hij een van liefst negen assistenten werd van hoofdtrainer Stijn Vreven. Na het ontslag van Vreven in oktober 2019 bleef Dauwen aan als assistent onder diens opvolger Hernán Losada. In juni 2020 ondertekende hij een contractverlenging tot 2023 bij Beerschot, dat dat jaar naar de Jupiler Pro League promoveerde. Daar diende Dauwen onder Losada, Will Still en Peter Maes. 
In augustus 2022 ging Dauwen aan de slag als assistent van Ivan Vukomanović bij de Indische eersteklasser Kerala Blasters FC. Hij verving er zijn landgenoot Stephan Van der Heyden, die er zijn contract niet verlengde.

## Statistieken
| Seizoen | club         | competitie    | land   | wed. | goals |
| ------- | ------------ | ------------- | ------ | ---- | ----- |
| 1985/86 | Lierse SK    | Eerste Klasse | België | 24   | 1     |
| 1986/87 | Lierse SK    | Tweede Klasse | België | 19   | 1     |
| 1987/88 | Lierse SK    | Tweede Klasse | België | 26   | 2     |
| 1988/89 | Lierse SK    | Eerste Klasse | België | 0    | 0     |
| 1989/90 | Lierse SK    | Eerste Klasse | België | 30   | 2     |
| 1990/91 | KAA Gent     | Eerste Klasse | België | 32   | 4     |
| 1991/92 | KAA Gent     | Eerste Klasse | België | 26   | 4     |
| 1992/93 | KAA Gent     | Eerste Klasse | België | 31   | 2     |
| 1993/94 | KAA Gent     | Eerste Klasse | België | 31   | 2     |
| 1994/95 | KAA Gent     | Eerste Klasse | België | 31   | 5     |
| 1995/96 | KAA Gent     | Eerste Klasse | België | 31   | 3     |
| 1996/97 | KAA Gent     | Eerste Klasse | België | 6    | 0     |
| 1997/98 | KAA Gent     | Eerste Klasse | België | 10   | 0     |
| 1998/99 | KAA Gent     | Eerste Klasse | België | 10   | 0     |
| 1999/00 | KAA Gent     | Eerste Klasse | België | 12   | 1     |
| 2000/01 | KVC Westerlo | Eerste Klasse | België | 26   | 1     |
| 2001/02 | KVC Westerlo | Eerste Klasse | België | 26   | 0     |
| 2002/03 | KVC Westerlo | Eerste Klasse | België | 24   | 1     |